# Zwartstuithangmatspin
De zwartstuithangmatspin of langpalphangmatspin (Neriene emphana) is een spinnensoort uit de familie hangmat- en dwergspinnen (Linyphiidae) die voorkomt in het westelijke Palearctisch gebied.
De vrouwtjes worden 6 mm groot, de mannetjes worden 5,6 mm. Het kopborststuk is lichtbruin tot beige. Het achterlijf is bleek, bijna wit. Er zit een beige streep en aan het het twee of drie donkergrijze strepen. De poten zijn groen of bruin. De spin leeft in struiken en bomen.